# Widman Talavera
Widman Esmir Talavera Flores (Estelí, Nicaragua, 12 de enero de 2003), más conocido como Widman Talavera, es un jugador profesional nicaragüense de fútbol que se desempeña en la posición de delantero en Real Estelí Fútbol Club, equipo perteneciente a la Liga Primera de Nicaragua.

## Carrera
Talavera lleva jugando cinco temporadas en el equipo Real Estelí Fútbol Club, con el cual salió campeón de la Liga Primera de Nicaragua en cinco oportunidades. También es parte de la Selección de fútbol de Nicaragua.